# フランス語の擁護と顕揚
『フランス語の擁護と顕揚』（フランスごのようごとけんよう、Défense et illustration de la langue française）は、1549年にフランスの詩人ジョアシャン・デュ・ベレーによって書かれたフランス語を弁護するための書である。これは、フランス語を法律上、行政上の言語としたヴィレル＝コトレの勅令の10年後に出された。
デュ・ベレーはこの中で、「今は亡き我らが善王にして慈父」フランソワ1世へ謝意を捧げている。コレージュ・ド・フランスの創設や、納本制度を伴うフランス国立図書館の基盤整備といった、当時の文学、芸術上でのフランソワ1世の功績を踏まえてのことである。
デュ・ベレーは「粗野で通俗的な」フランス語を、優雅にして荘厳な言語にすることを望んだ。彼にとっては、プレイヤード派の同志たちと共に、レフェランスおよび教育の用語を生み出すために、フランス語を豊かにする必要があったのである。

## 日本語訳
- ジョアシャン・ヂュ・ベレエ、加藤美雄訳『フランス語の擁護と顯揚』白水社、1943年